# Chambray
Chambray – miejscowość i gmina we Francji, w regionie Normandia, w departamencie Eure.
Według danych na rok 1990 gminę zamieszkiwały 372 osoby, a gęstość zaludnienia wynosiła 44 osoby/km² (wśród 1421 gmin Górnej Normandii Chambray plasuje się na 551. miejscu pod względem liczby ludności, natomiast pod względem powierzchni na miejscu 435.).